# Сакен (село)
Сакен (абх. Сакьан, груз. საკენი [Сакени]) — село в Абхазии, в Гулрыпшском районе частично признанной Республики Абхазия, согласно административному делению Грузии — в Гульрипшском муниципалитете Абхазской Автономной Республики на берегу реки Сакен, левом притоке Кодора.

## Население
В 1959 году в селе Сакен жило 260 человек, в основном грузины (в Ажарском сельсовете в целом — 3239 человек, также в основном грузины. В 1989 году в селе жило 214 человек, также в основном грузины (сваны). По данным переписи населения Грузии 2002 года, в селе Сакен (на момент переписи контролировавшимся властями Грузии) проживало 226 человек.